# Lena Lattwein
Lena Lattwein (* 2. Mai 2000 in Neunkirchen) ist eine deutsche Fußballspielerin, die für den Bundesligisten VfL Wolfsburg spielt, bei dem sie ihren Stammplatz auf der Achterposition hat. Unter Ex-Bundestrainerin Voss-Tecklenburg gehörte sie auch fest zum deutschen Kader der A-Nationalmannschaft, aktuell steht sie aber nur auf Abruf bereit.

## Karriere

### Vereine
Die Mittelfeldspielerin Lena Lattwein begann ihre Karriere beim VfB Hüttigweiler. Sie wechselte später zur JFG Untere Ill und spielte dort bis zur Rückrunde der Saison 2016/17 für männliche Jugendteams. Ab Februar 2017 kam sie für die Frauenmannschaft des 1. FC Saarbrücken bis Saisonende zu zehn Zweitligaeinsätzen und erzielte dabei sechs Treffer.
Im Sommer 2017 wechselte sie zum Bundesligisten TSG 1899 Hoffenheim, wo sie zunächst einen Zweijahresvertrag erhielt. Am 2. September 2017 (1. Spieltag) stand sie bei der 0:6-Auswärtsniederlage gegen den VfL Wolfsburg sogleich in der Startelf Hoffenheims und feierte damit ihr Debüt in der Bundesliga. Der erste Bundesligatreffer gelang ihr am 15. Oktober 2017 (5. Spieltag) beim 3:0-Auswärtssieg gegen den 1. FC Köln mit dem Tor zum Endstand in der 77. Minute. Im September 2018 verlängerte Lattwein ihren Vertrag in Hoffenheim vorzeitig um ein Jahr.
Zur Saison 2021/22 wechselte Lattwein zum VfL Wolfsburg.

### Nationalmannschaft

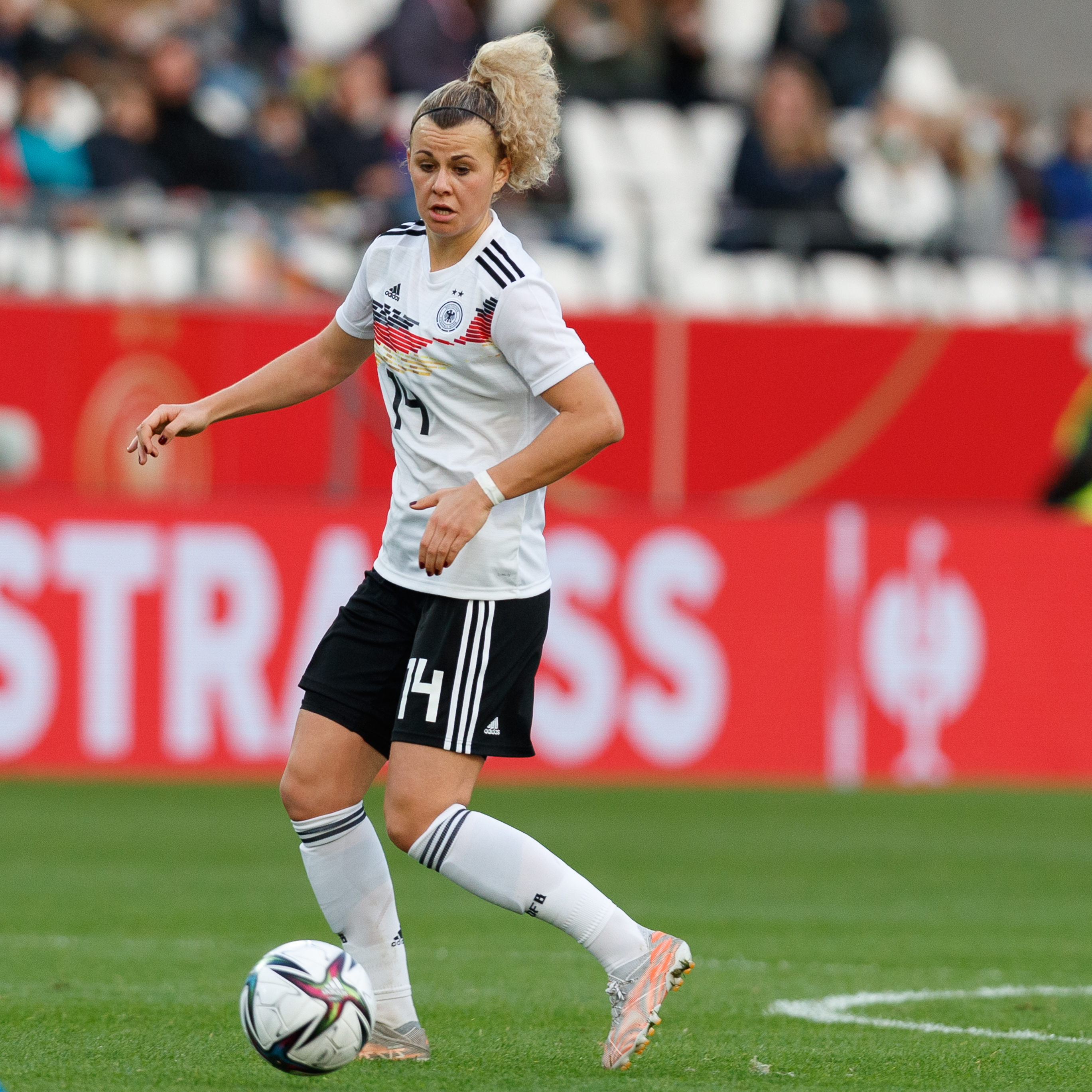
Lena Lattwein (2021)

Lena Lattwein gab am 30. Oktober 2013 beim 6:0-Testspielerfolg der U15-Nationalmannschaft gegen Schottland ihr Debüt im Nationaltrikot. In dieser Partie gelangen ihr mit den Treffern zum 1:0 und 3:0 auch die ersten beiden Tore. 2016 nahm sie mit der U16-Nationalmannschaft gegen die Mannschaften aus den Niederlanden, Schottland und Frankreich an einem UEFA Development Turnier teil, das das deutsche Team gewinnen konnte.
Am 10. November 2018 bestritt sie gegen Italien ihr erstes Länderspiel für die A-Nationalmannschaft über die volle Spielzeit. Zuvor war sie nach dem Ausfall von Lena Petermann für das Freundschaftsspiel gegen Österreich am 6. Oktober 2018 erstmals in den Kader der Nationalmannschaft berufen worden, kam in dieser Partie aber noch nicht zum Einsatz.
Für die EM 2022 in England wurde sie von der Bundestrainerin Martina Voss-Tecklenburg in den Kader berufen. Das deutsche Team erreichte das Finale, scheiterte aber an England und wurde Vize-Europameister. Lattwein kam in fünf Spielen zum Einsatz, dabei schoss sie ein Tor. Für die WM 2023 wurde Lattwein von Voss-Tecklenburg erneut in den Kader berufen, kam im ersten und dritten Spiel der Gruppe H zum Einsatz, schied mit Deutschland jedoch nach der Gruppenphase aus dem Turnier aus.

## Erfolge
- Finalist Europameisterschaft 2022
- Algarve-Cup-Sieger 2020 (kampflos)
- 2021/22: Deutscher Meister
- 2021/22: Deutscher Pokalsieger
- 2022/23: Deutscher Pokalsieger
- 2023/24: Deutscher Pokalsieger

## Sonstiges
Lattwein besuchte das Illtal-Gymnasium in Illingen. 2017 erreichte sie im Abitur die sehr selten vorkommenden 900 von 900 Punkten. Sie schloss 2020 das Bachelorstudium Wirtschaftsmathematik an der Universität Mannheim erfolgreich ab. Aktuell befindet sie sich im Masterstudium des gleichen Fachgebiets.